# Annalisa Corrado
Annalisa Corrado, née à Civitavecchia le 8 septembre 1973, est une femme politique italienne du Parti démocrate, élue députée du Parlement européen en 2024.

## Biographie
Annalisa Corrado est une ingénieure en mécanique diplômée en génie énergétique, elle travaille dans le domaine des énergies renouvelables et des émissions liées au changement climatique.
À partir de 2017, elle est co-porte-parole de Green Italia. Proche d'Elly Schlein, elle rejoint le Parti démocrate en 2023 et intègre son secrétariat national. Candidate aux élections européennes de 2024 dans la circonscription du nord-est de l’Italie, elle est élue députée européenne.